# Пуш технологија
Пуш (гурање), или серверски пуш, описује стил комуникације који се користи на интернету, где је захтев за дату трансакцију покренут од стране издавача или централног сервера. То је у супротности са пул/гет комуникацијом, где је захтев за пренос података покренут од стране примаоца или клијента.
Пуш услуге се често заснивају на информационим преференцама које су унапред исказане. Ово се зове објави/претплати модел. Клијент се "претплати" на различите информационе "канале" које даје сервер; кад год је нови садржај доступан на једном од тих канала, сервер гура ту информацију клијенту.
Гурање се понекад емулира са техником избора, нарочито у околностима када право гурање није могуће, као на пример код сајтова са безбедносним политикама које захтевају одбацивање долазних HTTP/S захтева.

## Општа употреба
Синхроно конференцирање и pазмена тренутних порука су типични примери пуш услуга. Поруке и понекад фајлови су гурнути кориснику, чим су примљени од стране сервиса за поруке. Децентрализовани П2П (директан тачка-ка-тачки пренос) програми (као што је WASTE) и централизовани програми (као што су ИРЦ или XMPP) омогућавају гурање фајлова, што значи да пошиљалац иницира пренос података, а не прималац.
Е-мејл такође може бити пуш систем: протокол СМТП је пуш протокол (види пуш е-маил). Међутим, последњи корак са мејл сервера ка рачунару обично користи пул протокол као POP3 или IMAP. Модерни е-мејл клијенти чине да овај корак изгледа као да се дешава у тренутку, и то раде тако што веома често проверавају нове поруке. Протокол ИМАП укључује ИДЛЕ команду, која омогућава серверу да обавести клијента када стигну нове поруке. 
Још један пример је ПоинтЦаст мрежа, која је широко имплементирана у 1990—им. Она је испоручивала вести и податке о берзи. Нетскејп и Мајкрософт су је интегрисали у свом софтверу током ратова прегледача, али никада није била популарна и касније је нестала. Претраживачи су је заменили 2000—их са RSS (пул систем).
Друге употребе пуш-омогућене веб апликације укључују тржишну дистрибуцију података, системе за дописивање, аукције, онлајн клађење, спортске резултате, конзоле за праћење и надгледање сензора мреже.

## Хостовани пуш сервиси
Услуге пуш нотификација су доступне од неколико провајдера који камањама подржавају аутоматске пуш нотификације:
- Apple Push Notification Service
- Google Cloud Messaging
- Xtremepush[1]
- Pushwoosh[2]
- Amazon SNS[3]
- Urban Airship[4]
- Carnival[5]
- Push'em[6]